# Borgo Maggiore
Borgo Maggiore (em português: Burgo Maior) é um município de San Marino. É uma das 9 comunas ou "castelli" de São Marino. Situa-se no sopé do Monte Titano, tendo uma população de cerca de 6,966 habitantes (outubro de 2020), fazendo dela a segunda maior vila de São Marino, após Dogana.

## Geografia
Faz fronteira com os municípios são-marinenses de Serravalle, Domagnano, Faetano, Fiorentino, São Marino, e Acquaviva e com o município italiano de Verucchio.

## Dados
- População (2020): 6.966 habitantes.
- Área: 9,54 km²
- Densidade demográfica: 730,19 h/km²
- Capital: Borgo Maggiore